# František Palacký
František Palacký (Hodslavice, 14 giugno 1798 – Praga, 26 maggio 1876) è stato uno storico, politico, scrittore e museologo ceco.
È considerato il fondatore della storiografia ceca moderna e a volte viene chiamato "il padre della patria ceca".

## Biografia
František Palacký nacque in una famiglia protestante. Suo padre era un insegnante e gli fece da precettore fin quando non cominciò ad andare a scuola. Palacký studiò alla scuola latina di Trenčín (nell'attuale Slovacchia) e al liceo evangelico di Presburgo, l'odierna Bratislava.
Nonostante il desiderio del padre che anche il figlio diventasse insegnante e prete evangelico, Palacký abbandonò gli studi nel 1818 e cominciò a lavorare come precettore presso alcune famiglie in Slovacchia e in Ungheria (al tempo entrambe parte dell'Impero austro-ungarico). In quegli anni ebbe anche la possibilità di proseguire negli studi in proprio, concentrandosi in un primo momento sulla filosofia e l'estetica e in seguito soprattutto sulla storia delle terre boeme, e cominciò a formarsi un'idea chiara della situazione politica all'interno dell'Impero asburgico. Parallelamente, studiò anche numerose lingue straniere.
Nel 1823 si recò a Praga, dove lavoro dapprima con Josef Dobrovský e in seguito per il principe Šternberk, il quale lo incaricò di ricostruire l'albero genealogico della sua famiglia. La collaborazione con Dobrovský, filologo e storico ceco, fondatore della slavistica ceca, fu molto fruttuosa per Palacký che imparò dallo studioso più anziano il metodo storiografico critico e filologico. Palacký cominciò ad essere una figura di spicco nei circoli intellettuali praghesi del tempo. Nel 1827 si sposò con Terezie Měchurová, figlia di un importante avvocato praghese.
Nel 1829 Palacký progettò di realizzare una grande enciclopedia ceca, ma l'idea non andò in porto. Fra il 1836 e il 1867, pubblicò l'opera monumentale Geschichte von Böhmen, una storia delle terre boeme.
Nel 1840, uscì la prima parte dell'Archivio ceco, ovvero la pubblicazione delle fonti storiche ceche scritte che conteneva anche le basi per alcuni volumi del Geschichte von Böhmen. Alla creazione e pubblicazione di questo archivio, collaborò anche il poeta Karel Jaromír Erben.
Mentre preparava il terzo volume della sua opera storiografica Geschichte von Böhmen (che doveva parlare dell'evoluzione dello stato ceco nel periodo dell'hussitismo), Palacký ebbe problemi con la censura austriaca che lo accusava di dare una visione della storia anticattolica, descrivendo il movimento protestante hussita.
A partire dal 1844, Palacký cominciò a tradurre la sua opera in ceco, arricchendola con ulteriori riflessioni e considerazioni. Nel 1848 uscì il primo volume in ceco intitolato Dějiny národu českého v Čechách a v Moravě ("Storia del popolo ceco in Boemia e in Moravia"). Sempre nel 1848, Palacký entrò in politica con il partito liberale ceco. Lo stesso anno, rifiutò pubblicamente con una lettera di prendere parte al Parlamento di Francoforte, nel quale era stato eletto.
Nel 1850 divenne presidente del comitato per la costruzione del Teatro Nazionale di Praga.
Nel 1860 firmò insieme ad altri un memorandum diretto all'Imperatore per protestare contro le discriminazioni a cui il popolo ceco veniva sottoposto all'interno dell'Impero asburgico. Palacký cominciò a venir controllato dalla polizia e tese a ritirarsi sempre di più a vita privata. Nel 1861 fu comunque eletto nel parlamento ceco.
Morì a Praga nel 1876.

## Il pensiero storico-politico
Palacký era un fautore del cosiddetto austroslavismo, una concezione politica che si proponeva di risolvere i problemi dei diversi popoli slavi, concepiti come derivanti da un'unica matrice culturale comune, mantenendoli all'interno dell'Impero austroungarico, visto come un indispensabile argine di protezione dall'espansionismo culturale di matrice germanica. L'idea, proposta per la prima volta nel 1846 da Karel Havlíček Borovský, si basava sulla cooperazione pacifica dei popoli slavi che si trovavano all'interno dell'Impero asburgico per non farsi schiacciare dall'élite di lingua tedesca. Palacký fu in questo senso esponente di spicco della corrente panslava, e in questa veste presiedette nel 1848 il Primo Congresso panslavo tenutosi a Praga, nel quale propose la creazione di una federazione di otto regioni all'interno dell'Impero in base a otto differenti etnie.